# Brendan Brisson
Brendan Brisson (Manhattan Beach, California, 22 de octubre de 2001) es un jugador profesional estadounidense de hockey sobre hielo que se desempeña en la posición de centro en Vegas Golden Knights, equipo de la National Hockey League (NHL).

## Carrera
Fue seleccionado en la primera ronda en la NHL Entry Draft de 2020. En 2023 hizo su debut profesional con el equipo Vegas Golden Knights, donde lleva jugando una temporada.